# Piero Dotti
Piero Dotti (all'anagrafe  Pier Luigi) (Castelfranco Emilia, 6 maggio 1939) è un ex calciatore italiano.

## Carriera

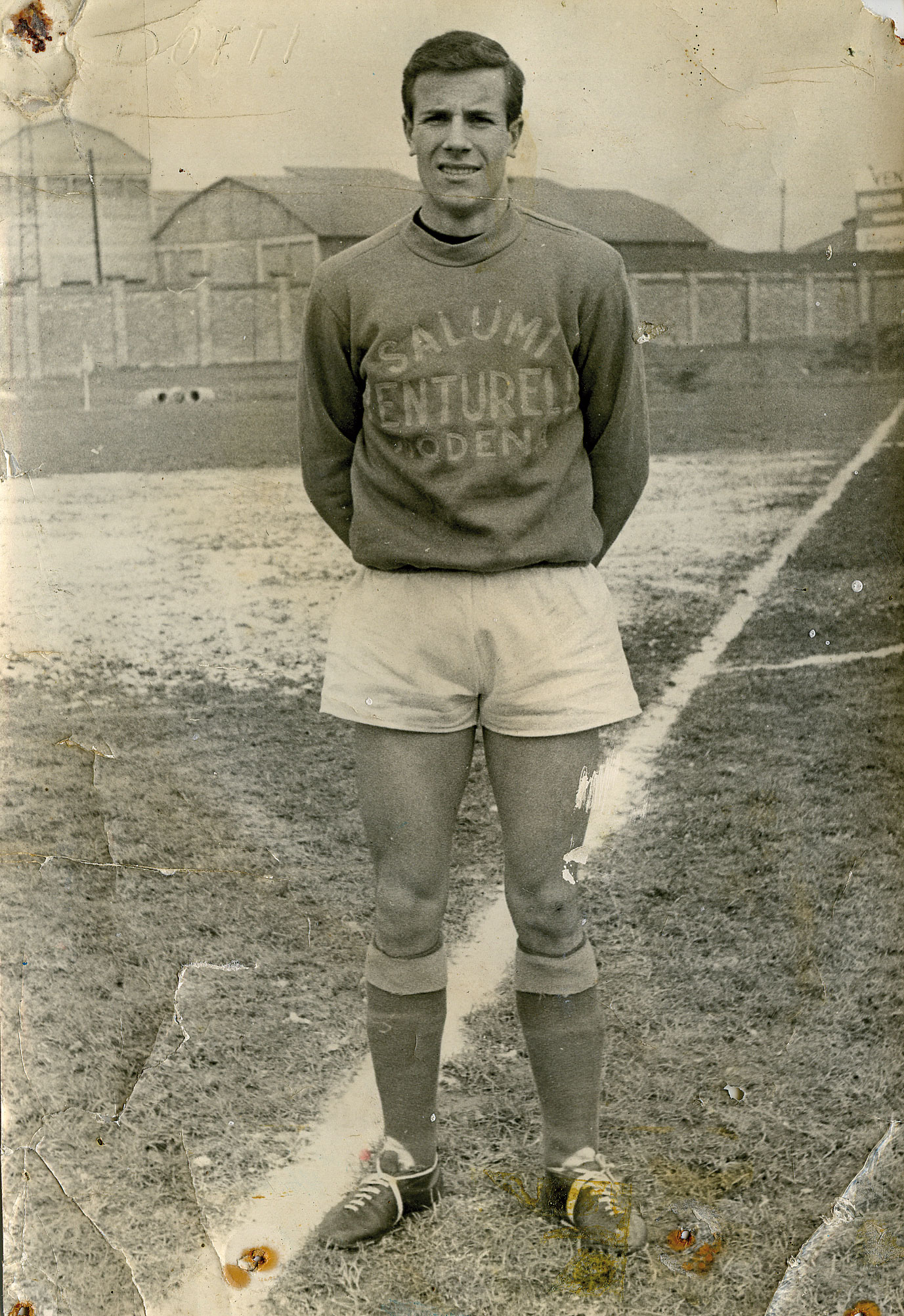
Piero Dotti con la maglia della Mirandolese

Titolare nella Lazio, ha una grande opportunità nella stagione 1967-1968 quando passa all'Inter, prendendo il posto di Aristide Guarneri (nel frattempo ceduto dai nerazzurri al Bologna). Ma i milanesi sono alla fine del ciclo della Grande Inter, la squadra fatica e a fine stagione Dotti passa all'Atalanta. Chiude con due stagioni, la prima a Busto Arsizio e la seconda a Venezia.

## Palmarès
- Campionato italiano di Serie B: 1

Messina: 1962-1963